# Artemisia frigida
Artemisia frigida és una espècie de planta amb flors del gènere Artemisia dins la família de les asteràcies. Com el seu nom indica es troba en els deserts i estepes desèrtiques fredes de l'Àsia central també es troba a Amèrica del Nord.
Planta arbustiva erecta i perenne molt aromàtica de 10 a 40 cm d'alt; fulles persistent alternades platejades; les flors són groguenques i floreix de juliol a setembre.